# Alan Jope
Alan W. Jope (1964) is een Britse zakenman. Hij diende van januari 2019 tot juli 2023 als bestuursvoorzitter van Unilever. Hij is de opvolger van Paul Polman. Hij is getrouwd en heeft drie kinderen.

## Biografie
Jope werd geboren in Schotland en studeerde Commerciële Economie (Bachelor of Commerce) aan de Universiteit van Edinburgh. Na zijn afstuderen ging hij voor Unilever werken.
Hij vervulde een aantal functies in verkoop en marketing in Londen en Connecticut. Daarna werd hij directeur Personal Care bij Unilever Thailand. Jope werd in 2009 voorzitter van Unilever in China, in 2011 directeur van Unilever in Noord Azië, in 2013 de directeur van Unilever in Rusland, Afrika en het Midden-Oosten. Vanaf 2014 had hij de leiding over de divisie ‘beauty and personal care’. Vanaf 2019 is hij CEO van Unilever.
Hij richt zich als directeur onder andere op het afschaffen van merken die nergens voor staan, omdat deze slecht zouden zijn voor het consumentenvertrouwen. Hij geeft aan ook zijn acquisitiebeleid hierop te baseren. Daarnaast geeft Jope aan te streven naar inclusiviteit en diversiteit van zijn medewerkerpopulatie.
Op 1 juli 2023 vertrok hij als topman, waarna hij werd opgevolgd door Hein Schumacher.

## Trivia
Jope deed in 2004 mee als rechter in het tweede seizoen van de televisieserie The Apprentice, die gepresenteerd werd door Donald Trump. Hij trad op in de aflevering Intellectual Horsepower.